# Кшемень-Заґаце
Кшемень-Заґаце (пол. Krzemień-Zagacie) — село в Польщі, у гміні Яблонна-Ляцька Соколовського повіту Мазовецького воєводства.
Населення — 107 осіб (2011).
У 1975-1998 роках село належало до Седлецького воєводства.

## Демографія
Демографічна структура станом на 31 березня 2011 року:
|          | Загалом | Допрацездатний вік | Працездатний вік | Постпрацездатний вік |
| -------- | ------- | ------------------ | ---------------- | -------------------- |
| Чоловіки | 59      | 12                 | 32               | 15                   |
| Жінки    | 48      | 6                  | 27               | 15                   |
| Разом    | 107     | 18                 | 59               | 30                   |